# Dinskaïa
Dinskaïa (russe : Динская) est une stanitsa du kraï de Krasnodar en Russie.